# Chiron cylindrus
Chiron cylindrus är en skalbaggsart som beskrevs av Fabricius 1798. Chiron cylindrus ingår i släktet Chiron och familjen bladhorningar. Inga underarter finns listade i Catalogue of Life.